# 柯堡宮

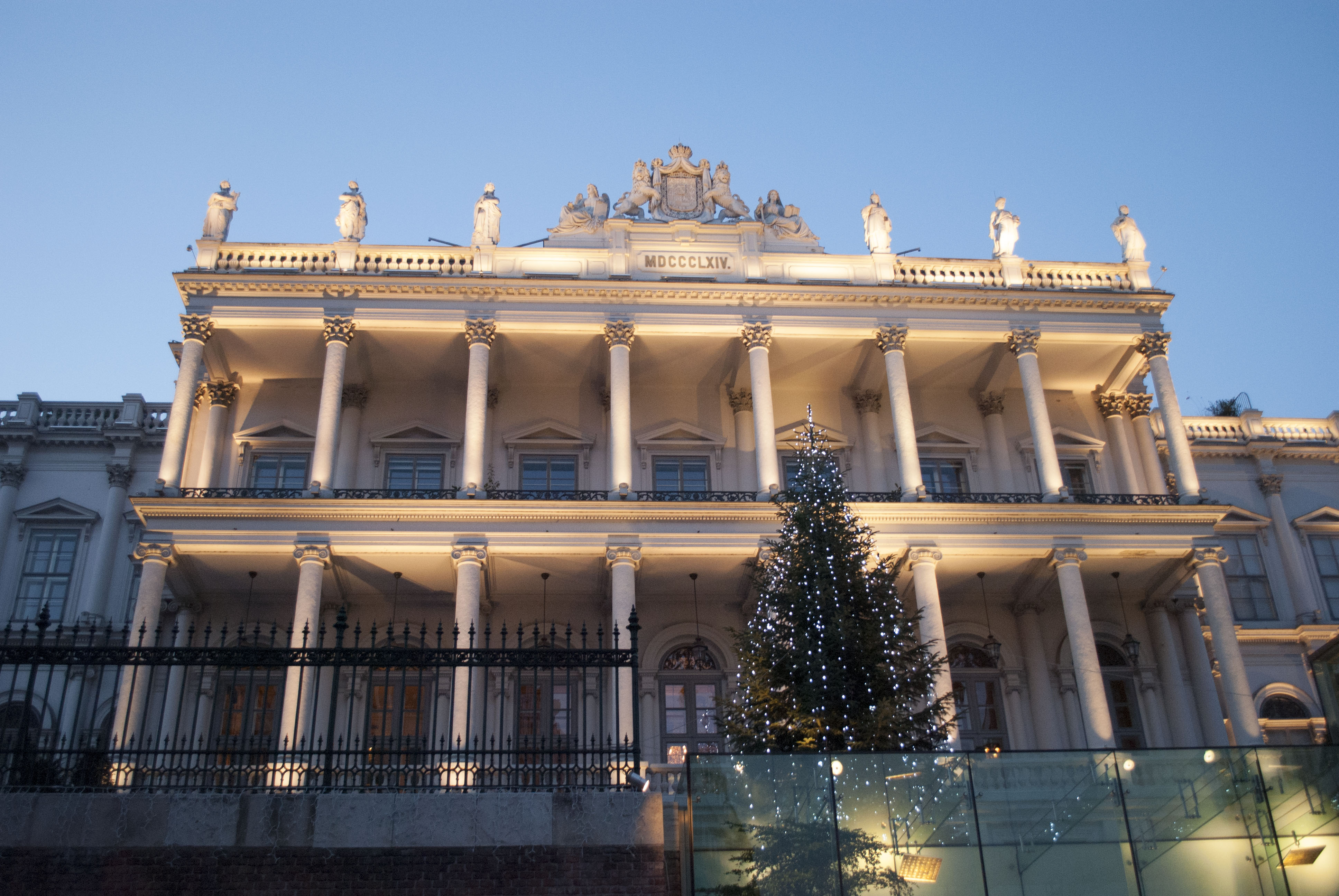
柯堡宮

柯堡宮（Palais Coburg）是位於奧地利首都維也納的一座宮殿建築，設計者是建築師Karl Schleps。

## 历史
這座建築是新古典主義風格建築，修建於1840年至1845年。現在這座建築是一座豪華五星級酒店，共有33間套房。2015年7月14日，伊朗核協議在這裡達成。

## 外部連結
- 官方网站

48°12′21″N 16°22′36″E / 48.205873°N 16.376606°E